# Hauptbahnhof Süd (metropolitana di Amburgo)

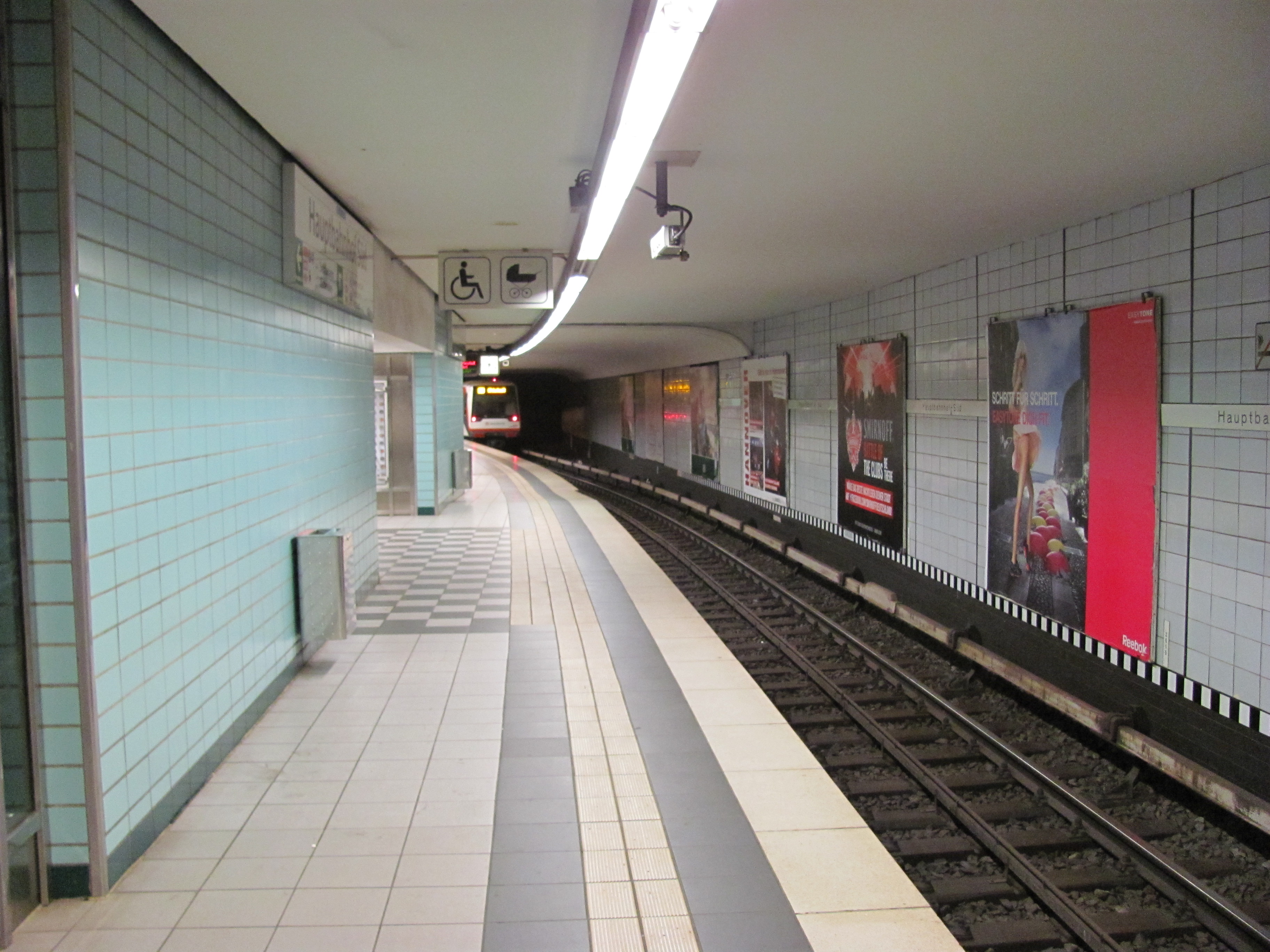
Banchina della U1

Hauptbahnhof Süd è  una fermata della metropolitana di Amburgo, sulla linea U1 e U3. Essa è collegata alla stazione Centrale di Amburgo e alla fermata Hauptbahnhof Nord, sulle linee U2 e U4, stazione Centrale di Amburgo.